# Rafael Profini
Rafael Profini (San José de la Esquina, Provincia de Santa Fe, Argentina; 9 de septiembre de 2003) es un futbolista argentino. Juega como marcador central y su actual equipo es Unión de Santa Fe de la Liga Profesional.

## Trayectoria

### Inicios
Oriundo de San José de la Esquina, Rafael Profini se inició futbolísticamente en Centenario, tuvo un fugaz paso por las formativas de Newell's y luego regresó a su ciudad natal para sumarse a Belgrano.

### Unión de Santa Fe
En 2020, tras superar una prueba, se incorporó a las divisiones inferiores de Unión de Santa Fe. En 2023 comenzó a jugar en Reserva y tan sólo seis meses después el entrenador Cristian González decidió sumarlo a las prácticas con el plantel profesional. Si bien no sumó minutos oficiales ese año, integró el banco de suplentes en varias oportunidades y además fue titular en el equipo que se consagró campeón de la Copa Santa Fe. Todo esto propició que la dirigencia del club le firmara su primer contrato.
Ya en 2024 le llegó el tan ansiado debut: el 9 de noviembre, en la victoria 1-0 como local sobre Atlético Tucumán, ingresó a los 36 del ST en reemplazo de Claudio Corvalán.

## Clubes
- Actualizado al 15 de agosto de 2025

| Club                | Div.                | Temporada           | Liga | Liga | Copa Nacional | Copa Nacional | Copa Internacional | Copa Internacional | Total | Total |
| Club                | Div.                | Temporada           | PJ   | G    | PJ            | G             | PJ                 | G                  | PJ    | G     |
| ------------------- | ------------------- | ------------------- | ---- | ---- | ------------- | ------------- | ------------------ | ------------------ | ----- | ----- |
| Unión Argentina     | 1.ª                 | 2023                | 0    | 0    | 0             | 0             | -                  | -                  | 0     | 0     |
| Unión Argentina     | 1.ª                 | 2024                | 2    | 0    | 0             | 0             | -                  | -                  | 2     | 0     |
| Unión Argentina     | 1.ª                 | 2025                | 12   | 0    | 1             | 0             | 5                  | 0                  | 18    | 0     |
| Unión Argentina     | Total               | Total               | 14   | 0    | 1             | 0             | 5                  | 0                  | 20    | 0     |
| Total en su carrera | Total en su carrera | Total en su carrera | 14   | 0    | 1             | 0             | 5                  | 0                  | 20    | 0     |